# Osmo Nikkilä
Osmo Nikkilä (* 12. September 1933 in Kangasala; † 17. Dezember 2002 in Helsinki) war ein finnischer Finnougrist und Dozent an der Reichsuniversität Groningen.

## Leben und Werk
Nikkilä arbeite zunächst von 1956 bis 1962 als Sozialarbeiter in Tampere, bevor er auf die dortige Universität wechselte. Er studierte bei Paavo Siro Finnisch und wurde 1971 Lizenziat. Danach entstand jedoch wieder eine Unterbrechung in seinen Studien, da er nach der Erkrankung seiner Mutter den heimischen Hof führen musste. 1979 traf er dann auf einer sprachwissenschaftlichen Veranstaltung seine ehemalige Kommilitonin Sirkka-Liisa Hahmo, die ihn fragte, ob er für zwei Jahre als Forscher in die Niederlande gehen wolle. Dort hatte nämlich Andries Dirk Kylstra an der Reichsuniversität Groningen an seinem Lehrstuhl ein Forschungsprojekt zur Erforschung der alten germanischen Lehnwörter im Ostseefinnischen ins Leben gerufen – ein Thema, über das Kylstra seinerzeit seine Dissertation verfasst hatte.
Nikkilä blieb bis zu seiner Pensionierung 1994 Dozent an der Universität Groningen, wo er 1985 mit einer Arbeit über die ältere finnische Schriftsprache zum Dr. phil. promoviert wurde. Einen Großteil seiner Forschungsarbeit verwendete er auf das Lexikon der älteren germanischen Lehnwörter in den ostseefinnischen Sprachen (I–III, 1991–2012), das von Kylstra initiiert worden war und an dem er bis zu seinem Tode gemeinsam mit Tette Hofstra und Sirkka-Liisa Hahmo weiterarbeitete.

## Bibliografie (Auswahl)
- Mikael Agricolan teosten paikallissijojen loppuheitto. Tampere 1980 (Folia Fennistica & Linguistica. Tampereen yliopiston Suomen kielen ja yleisen kielitieteen laitoksen julkaisuja 1). 97 S.
- Germaanisperäisiä ‚reippaita‘ sanoja itämerensuomessa, in: Sananjalka 23, 1981, S. 63–82.
- Apokope und altes Schriftfinnisch. Groningen 1985. 508 S.[3]
- (gemeinsam mit A.D. Kylstra, Sirkka-Liisa Hahmo und Tette Hofstra:) Lexikon der älteren germanischen Lehnwörter in den ostseefinnischen Sprachen. Bd. I: A–J, 1991. lviii + 145 S.; Bd. II: K–O, 1996 xx + 313 S.; Bd. III: P–Ä[4], l + 434 S. Rodopi, Amsterdam et al.
- Sporadischer Konsonantenwechsel im Ostseefinnischen, in: Finnisch-Ugrische Mitteilungen 21/22, 1999, S. 129–160.
- Les emprunt français glosés et glossateurs en finnois contemporain, Études Finno-Ougriennes 37, 2005, S. 125–145.